# Eugen Gârlă
Eugen Gârlă (n. 25 ianuarie 1953) este un deputat moldovean în Parlamentul Republicii Moldova, ales în legislaturile 1998-2001 și 2002-2005 pe listele partidului FPCD.
În perioada 23 iunie 1997 - 22 iunie 1998, a fost membru supleant în delegația Republicii Moldova la Adunarea Parlamentară a Consiliului Europei. Vorbește limba engleză.